# 38.ª reunião de cúpula do G8
A 38.ª Cúpula dos Países Desenvolvidos (português brasileiro) ou 38.ª Cimeira dos Países Desenvolvidos (português europeu) realizou-se entre 18 e 19 de maio de 2012, em Camp David, nos Estados Unidos. O G8 reuni os sete países mais industrializados do mundo e a Rússia, onde discutem questões de alcance internacional. O evento ocorreu antes de cúpula da Otan e teve como principais temas a crise européia, a permanência da Grécia na Zona do Euro e conflitos no Oriente Médio. A reunião do G8 seria inicialmente em Chicago, mas foi transferida para Camp David possivelmente devido a temores de uma ampla convergência de manifestantes.

## Participantes
O presidente russo, Vladimir Putin anunciou que não estaria presente durante a cúpula porque estava ocupado, alegando ao presidente dos EUA, Barack Obama, que estava finalizando as indicações para a formação de seu governo. A Rússia foi representada pelo primeiro-ministro Dmitri Medvedev. Especulações da mídia também surgiram, alegando que Putin teve a oportunidade histórica, após a reeleição, da primeira visita ao exterior desde a visita à China para participar da cúpula da Organização para Cooperação de Xangai. O evento contou com a primeira participação na cena política internacional do recém-empossado presidente francês, François Hollande.

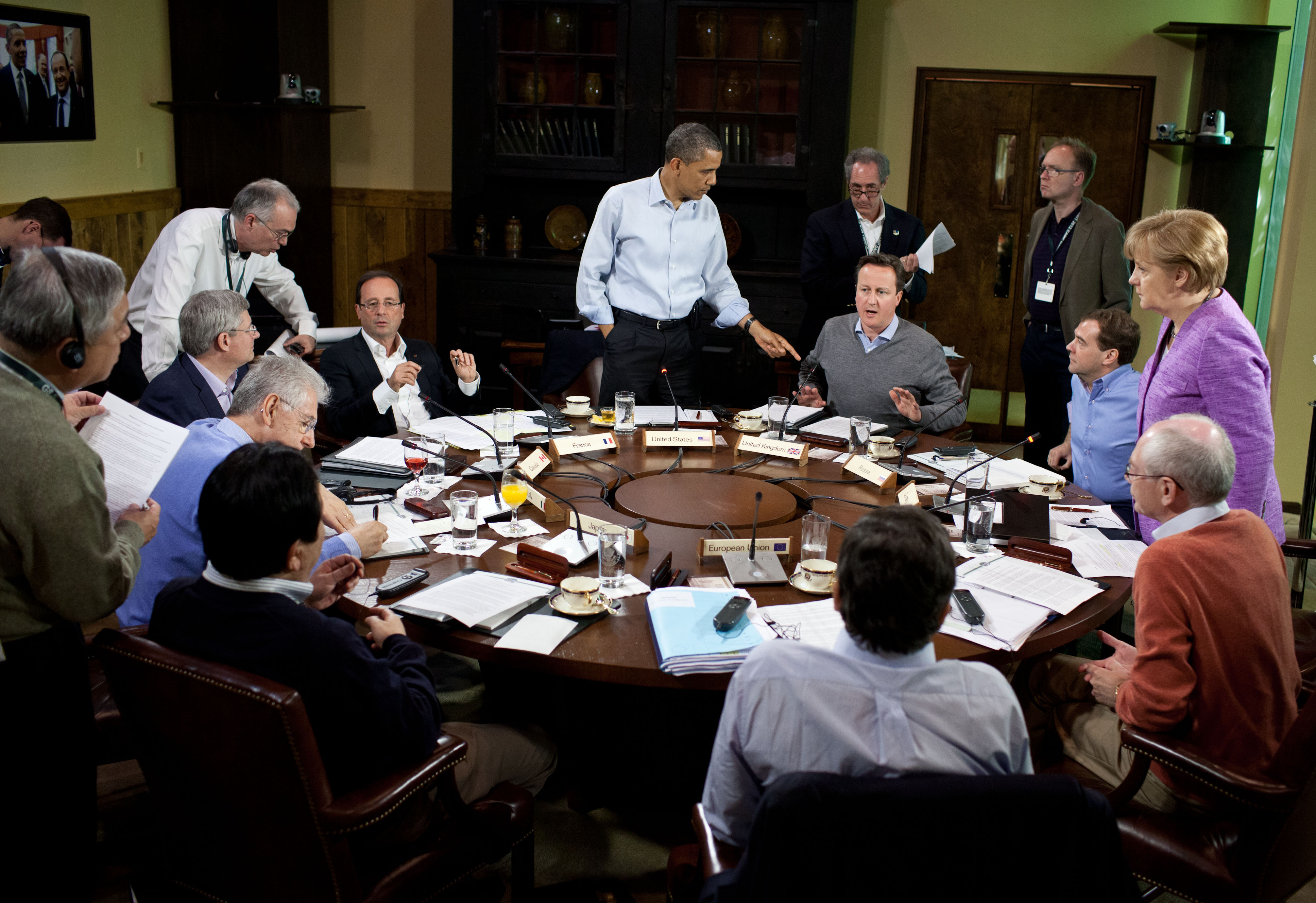
Sessão de trabalho focada em questões globais e econômico.

| Membros permanentes País anfitrião e líder estão indicados em negrito. |                |                     |                                 |
| Membro                                                                 | Membro         | Representado por    | Título                          |
| Alemanha                                                               | Alemanha       | Angela Merkel       | Chanceler                       |
| Canadá                                                                 | Canadá         | Stephen Harper      | Primeiro-ministro               |
| Estados Unidos                                                         | Estados Unidos | Barack Obama        | Presidente                      |
| França                                                                 | França         | François Hollande   | Presidente                      |
| Itália                                                                 | Itália         | Mario Monti         | Primeiro-ministro               |
| Japão                                                                  | Japão          | Yoshihiko Noda      | Primeiro-ministro               |
| Reino Unido                                                            | Reino Unido    | David Cameron       | Primeiro-ministro               |
| Rússia                                                                 | Rússia         | Dmitry Medvedev     | Primeiro-ministro               |
|                                                                        |                |                     |                                 |
| União Europeia                                                         | União Europeia | José Manuel Barroso | Presidente da Comissão Europeia |
| União Europeia                                                         | União Europeia | Herman Van Rompuy   | Presidente do Conselho Europeu  |

## Temas
Os principais temas debatidos no encontro foram:
- a crise econômica européia: O G8 emitiu comunicado pregando urgente e obrigatório crescimento econômico, em contraste com a posição da Alemanha, que apoia programas de austeridade fiscal em curto prazo. Houve consenso sobre a preservação da união monetária europeia para a estabilidade, a recuperação da economia mundial e a geração de empregos.[10] Mas refletindo as divergências sobre a estratégia, os líderes do G8 admitiram que as medidas necessárias para promover o crescimento e reduzir o déficit não são as mesmas para cada país.[11] Merkel, permaneceu isolada com suas propostas, e espera-se que a chanceler alemã aceite as medidas complementares de estímulo na solução da crise europeia.[12] O Presidente francês apresentou uma proposta para arrecadar 57 bilhões com a cobrança de um imposto sobre transações financeiras na Europa. Os recursos seriam destinados a adoção de medidas de estímulo econômico na região. O primeiro-ministro britânico, David Cameron, manifestou-se contrário a medida[13]

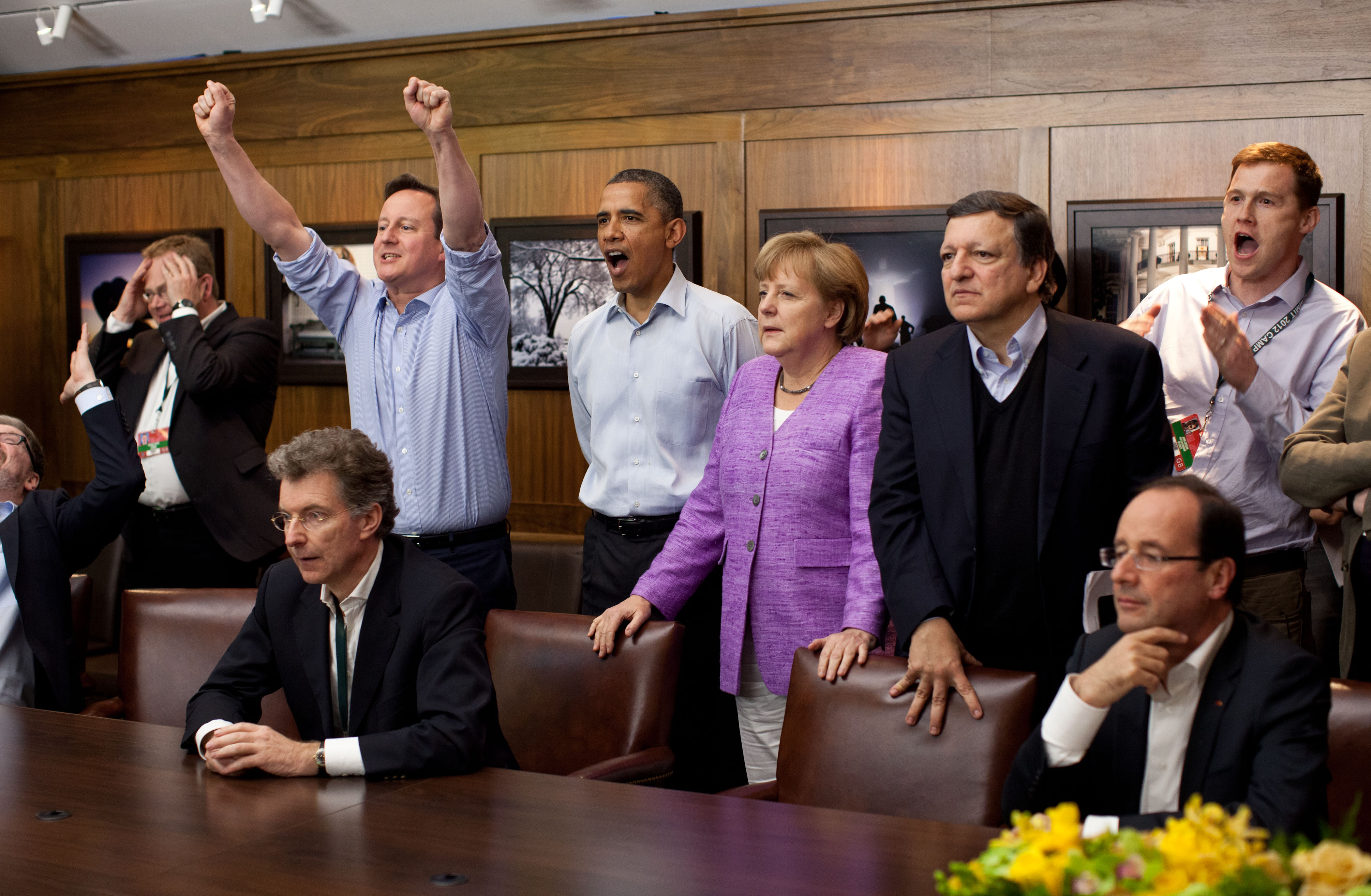
David Cameron, Barack Obama, Angela Merkel, José Manuel Barroso, François Hollande acompanhando a final da Liga dos Campeões da UEFA entre Chelsea (Inglaterra) e Bayern de Munique (Alemanha).

- a permanência da Grécia no bloco do Euro: Os líderes do G8 apoiaram a permanência da Grécia na zona do euro, apesar do endividamento do país.[10] A possibilidade da saída da Grécia da zona do euro foi um dos principais tema da agenda da reunião do G8, devido a eleições inconclusivas no país. A chanceler alemã, Angela Merkel, defendeu a austeridade, enquanto que o presidente da França, François Hollande, sugeriu implantar políticas de maior crescimento, assim como o presidente americano, Barack Obama[14]

- o destino do Euro como moeda única[15]

- o programa nuclear iraniano: Os líderes discutiram a preservação da pressão sobre o Irã e o G8 sugeriu ao país que aproveite a chance da reunião em Bagdá do Grupo P5+1 (EUA, Grã-Bretanha, França, China, Rússia e Alemanha) para negociar o seu programa nuclear. As conversas começam no dia 23 em Bagdá[16]

- a tensão na Síria: Sobre a violência na Síria, parte do G8 mostrou-se coesa em torno da adoção integral do plano de paz desenhado pelo enviado especial da Liga Árabe e das Nações Unidas, Kofi Annan. O plano previu o cessar fogo desde o dia 12 de abril de 2012 e jamais foi cumprido. Não foi possível convencer os líderes da Rússia a alinhar-se aos EUA e seus aliados sobre Irã e Síria[16]

- as tensões entre Sudão e Sudão do Sul

- reformas políticas em Mianmar[17]

Após o fim da reunião do G8 em 19 de maio, a maior parte dos líderes se uniram em Chicago a um grupo de oficiais internacionais para a cúpula da Otan, que acontece durante os dias 20 e 21 de maio.